# Список Ланъя
Список Ланъя (кит. трад. 琅琊榜, пиньинь Lángyá Bǎng) — китайский исторический телесериал 2015 года по одноимённому веб-роману Хай Янь. В основе сюжета лежит история Линь Шу, молодого командующего армии, несправедливо обвинённого в мятеже против императора и приговорённого к казни. Выжив и сбежав в мир бойцов Цзянху, через двенадцать лет он возвращается в столицу, чтобы вмешаться в борьбу сыновей императора за трон, отомстить тем, кто стоял во главе заговора против его семьи и солдат, и добиться оправдания.
Другие варианты перевода названия: «Список Архива Ланъя» и «Нирвана в огне» (перевод английской версии). События сериала не отсылают к конкретной династии, но было решено определить их время VI веком, временем войн между государствами Северная Вэй и Южная Лян.
Трансляция сериала началась 19 сентября 2015 года. Каналы Дракон ТВ и Пекин ТВ показывали по два эпизода в день. Сериал привлёк большую аудиторию и нашёл признание у критиков. Он был номинирован на премию Flying Apsaras Awards как выдающаяся телевизионная драма. Режиссёр Кун Шэн получил награду за выдающуюся режиссёрскую работу.
SARFT включила «Список Ланъя» в список 20 лучших сериалов 2015.
В 2017 году вышел сиквел — «Ветер поднялся в восточном лесу», созданный и спродюсированный той же командой. Он сфокусирован на событиях, происходящих через несколько десятилетий после событий «Списка Ланъя». Поскольку персонажи сиквела другие, чем в первом сезоне, актёрский состав также отличается.
В январе 2023 года издательство «БамБук» начало издавать маньхуа «Список архива Ланъя» в переводе на русский язык.

## Сюжет
История разворачивается вокруг заговора против старшего сына императора и семьи Линь, глава которой командует армией Великой Лян. Они обвинены в измене и приговорены к смерти. Линь Шу, девятнадцатилетний командующий одного из отрядов, выживает и скрывается в Цзянху, мире бойцов. Приняв личность ученого Мэй Чансу, он основывает союз Цзянцзо и устраивает свои дела вдали от двора, готовясь отомстить. Сильно подорванное здоровье заставляет его отказаться от физических методов и заняться деятельностью стратега. Двенадцать лет спустя он возвращается в столицу под вымышленным именем, чтобы вмешаться в борьбу сыновей императора за престол. Он принимает решение поддержать принца Цзина, когда-то своего лучшего друга, который не участвует в политических делах. Принц Цзин не верит в обвинения против семьи Линь и хочет добиться оправдания, но из-за резких речей и поступков он считается опальным принцем и практически не имеет власти. Между ним и троном стоят старшие братья — наследный принц, сын фаворитки императора, и принц Юй, выращенный императрицей. Давние враги семьи Линь, подготовившие заговор, занимают высокие посты и вмешиваются в придворные игры, а внешнеполитическая обстановка медленно, но верно накаляется.
Цель Мэй Чансу — добиться справедливости, отомстить и остаться неузнанным, но до её исполнения нужно преодолеть много препятствий.

## Актёры и персонажи

### Главные персонажи
- Линь Шу (林殊), также известный под именами Мэй Чансу (梅长苏) и Су Чжэ (苏哲) — племянник императора, учёный, стратег. Командовал одним из отрядов армии Великой Лян и был обвинён в измене вместе со своей семьёй и солдатами. Выжил после погрома армии, основал союз Цзянцзо и через двенадцать лет вернулся в столицу, чтобы добиться оправдания и проложить дорогу к престолу принцу Цзину, некогда его лучшему другу. Исполнитель роли — Ху Гэ[англ.])
- Сяо Цзинъянь (萧景琰), также известный как принц Цзин (靖王) — сын императора и супруги Цзин, седьмой принц Великой Лян. Военный, много времени проводящий в походах, вначале опальный принц. С помощью Мэй Чансу он борется с несправедливостью и вступает в сражение за престол. Исполнитель роли — Ван Кай)
- Му Нихуан (穆霓凰) — княжна  провинции  Юньнань и генерал армии, охраняющей южные границы Великой Лян. До обвинения семьи Линь в измене была помолвлена с Линь Шу. Исполнительница роли — Лю Тао[англ.].
- Мэн Чжи (蒙挚) — прославленный боец, начальник гвардии и главнокомандующий армии Великой Лян. Исполнитель роли — Чэнь Лун.
- Фэй Лю (飞流) — телохранитель Мэй Чансу, подросток, хорошо владеющий боевыми искусствами. Исполнитель роли — У Лэй.
- Сяо Сюань — император Великой Лян. Исполнитель роли — Дин Юндай.
- Сяо Цзинхуань (潇景桓), более известный как принц Юй (誉王) — пятый принц Великой Лян. Соперник наследного принца в борьбе за престол. Исполнитель роли — Виктор Хуан[англ.].
- Сяо Цзинсюань (潇景宣), также известный как принц Сянь — наследный принц в начале сериала. Сын императора и благородной супруги Юэ. Исполнитель роли — Гао Синь.

### Второстепенные персонажи
- Супруга Цзин (静妃) — мать принца Цзина, одна из супруг Императора. Исполнительница роли — Лю Миньтао.
- Сяо Цзинъюй (潇景禹), более известный как принц Ци (祁王) — старший сын императора, обвинённый в измене и приговорённый к казни.
- Сяо Тиншэн (潇庭生) — тайный сын принца Ци. Исполнитель роли — Чжан Цзюймин.
- Линь Чэнь (蔺晨) — глава архива Ланъя и искусный целитель, близкий друг Мэй Чансу. Исполнитель роли — Цзинь Дун[англ.].
- Ли Ган (黎纲) — член союза Цзянзо, помощник Мэй Чансу. Исполнитель роли — Ван Хун.
- Чжэнь Пин — бывший солдат под из отряда Линь Шу, член союза Цзянзо, помощник Мэй Чансу. Исполнитель роли — Чжао Илун.
- Вэй Чжэн (卫峥) — бывший солдат из отряда Линь Шу. Выжив после погрома армии, он поселился в Долине Лекарей. Исполнитель роли — Ли Шуай.
- Тун Лу (童路) — член союза Цзянзо, притворяющийся поставщиком сельскохозяйственных продуктов.
- Ле Чжаньин — военный под началом принца Цзина. Исполнитель роли — Чжан Юйцзянь.
- Гун Юй (宮羽) — член союза Цзянзо, исполнительница музыки. Исполнительница роли — Чжоу Цици.
- Тринадцатый господин (十三先生) — шпион союза Цзянзо. Исполнитель роли — Гун Фанмин.
- Ся Дун (夏冬) — офицер Управления Сюаньцзин, подруга Нихуан. Исполнительница роли — Чжан Линсинь.
- Ся Цзян (夏江) — глава Управления Сюаньцзин, следователь. Исполнитель роли — Ван Юнцюань.
- Цинь Банжо (秦般弱) — советница принца Юя. Исполнительница роли — Энджел Ван.
- Принц Цзи (纪王) — младший брат императора. Исполнитель роли — Нин Вэньтун.
- Благородная супруга Юэ (越贵妃) — одна из супруг Императора, имеет высокий ранг в гареме, фаворитка императора. Мать наследного принца. Исполнительница роли — Ян Юйтин.
- Императрица Янь (皇后言氏) — главная супруга Императора, глава императорского дворца, сестра хоу Яня. Приёмная мать принца Юя. Исполнительница роли — Фан Сяоли.
- Старшая принцесса Лиян (莅阳长公主) — сестра Императора, жена Се Юя. Исполнительница роли — Чжан Яньянь.
- Янь Цюэ (言阙), более известный как хоу Янь — уважаемый дипломат, удалившийся от дел. Отец Юйцзиня. Исполнитель роли — Ван Цзиньсун.
- Се Юй (谢玉), также известный как хоу Нин — высокопоставленный военный, сторонник наследного принца, муж старшей принцессы Лиян. Исполнитель роли — Лю Ицзюнь.
- Сяо Цзинжуй (潇景睿) — сын старшей принцессы Лиян, лучший друг Юйцзиня. Воспитывается как сын двух семей: Се Юя и Чжо Динфэна. Исполнитель роли — Чэн Хаофэн.
- Се Би — младший сын Се Юя. Исполнитель роли — Куан Муе.
- Янь Юйцзинь (言豫津) — сын хоу Яня, лучший друг Цзинжуя. Исполнитель роли — Го Сяожань.
- Чжо Динфэн (卓鼎风) — опытный боец, владелец поместья Тяньцюань, названный отец Цзинжуя. Исполнитель роли — Лю Хаомин.
- Чжо Цинъяо — сын Чжо Динфэна, зять Се Юя. Исполнитель роли — Цзе Янь.
- Му Цин (穆青) — княжич Му, младший брат Нихуан. Исполнитель роли — Чжан Сяоцянь.

## Саундтрек
Актёры, исполняющие главные роли, записали песни для сериала. Заглавная композиция «Когда поднимается ветер», звучащая в титрах, написана Хай Янь и исполнена Ху Гэ. Ван Кай исполнил песню «Кровь верных навек красна», а Лю Тао — «Увядание красавицы».
| №                   | Название                                                      | Длительность |
| ------------------- | ------------------------------------------------------------- | ------------ |
| 1.                  | «When the Wind Blows (风起时)» (исполняет Ху Гэ)              | 3:12         |
| 2.                  | «Faded Beauty (红颜旧)» (исполняет Лю Тао)                    | 3:45         |
| 3.                  | «Loyal Blood Forever Runs Red (赤血长殷)» (исполняет Ван Кай) | 4:46         |
| 4.                  | «March (行进)»                                                | 1:18         |
| 5.                  | «Tense Stalemate (紧张对峙)»                                  | 1:06         |
| 6.                  | «Expansive (开阔)»                                            | 1:26         |
| 7.                  | «Strategise (谋划)»                                           | 3:57         |
| 8.                  | «Interlude (插曲)»                                            | —            |
| 9.                  | «Deception (诡计)»                                            | 2:53         |
| 10.                 | «Emotions (情感)»                                             | 1:36         |
| 11.                 | «Emotions 2»                                                  | 3:43         |
| 12.                 | «Emotions 3»                                                  | 1:52         |
| 13.                 | «Conversation (谈话)»                                         | 4:26         |
| 14.                 | «Suspense (悬疑)»                                             | 2:01         |
| 15.                 | «Suspense»                                                    | 1:36         |
| 16.                 | «Chasing (追赶)»                                              | 1:13         |
| 17.                 | «Last Judgement (最后的审判)»                                 | 2:36         |
| 18.                 | «Main Theme (主题)»                                           | 4:06         |
| 19.                 | «Main Theme 2 (主题2)»                                        | 3:21         |
| 20.                 | «Battle situation (战争场面)»                                 | 2:31         |
| 21.                 | «Battle situation 2 (战争场面2)»                              | 1:21         |
| 22.                 | «Race Against Time (争分夺秒)»                                | 1:36         |
| 23.                 | «Ambience (背景氛围音乐)»                                     | —            |
| 24.                 | «Suspense 3 (悬疑3)»                                          | 1:10         |
| 25.                 | «Emotional Music (情绪音乐)»                                  | 0:41         |
| 26.                 | «Women's Theme (女主题)»                                      | 1:15         |
| 27.                 | «Humour, Lively (幽默，欢快)»                                 | 1:05         |
| 28.                 | «Humour 2 (幽默2)»                                            | 0:47         |
| 29.                 | «Longing (思念)»                                              | 1:00         |
| 30.                 | «Stand-off between father and son (父子拔剑)»                 | 2:13         |
| Общая длительность: | Общая длительность:                                           | 61:33+       |

## Рейтинги
| № серий | Дата показа      | Dragon TV   | Dragon TV          | Dragon TV | Beijing TV  | Beijing TV        | Beijing TV |
| № серий | Дата показа      | Рейтинг (%) | Доля аудитории (%) | Место     | Рейтинг (%) | Доля аудитории(%) | Место      |
| 1-2     | 19 сентября 2015 | 0.482       | 1.38               | 10        | 0.574       | 1.64              | 6          |
| 3-4     | 20 сентября 2015 | 0.587       | 1.65               | 8         | 0.594       | 1.67              | 7          |
| 5-6     | 21 сентября 2015 | 0.517       | 1.48               | 10        | 0.573       | 1.64              | 6          |
| 7-8     | 22 сентября 2015 | 0.544       | 1.56               | 9         | 0.529       | 1.52              | 10         |
| 9-10    | 23 сентября 2015 | 0.690       | 1.98               | 4         | 0.603       | 1.73              | 8          |
| 11-12   | 24 сентября 2015 | 0.749       | 2.11               | 4         | 0.531       | 1.50              | 9          |
| 13-14   | 25 сентября 2015 | 0.694       | 2.00               | 4         | 0.661       | 1.92              | 5          |
| 15-16   | 26 сентября 2015 | 0.739       | 2.07               | 4         | 0.649       | 1.82              | 5          |
| 17-18   | 27 сентября 2015 | 0.730       | 1.99               | 3         | 0.523       | 1.43              | 5          |
| 19-20   | 28 сентября 2015 | 0.655       | 1.82               | 3         | 0.604       | 1.68              | 4          |
| 21-22   | 29 сентября 2015 | 0.727       | 1.97               | 4         | 0.833       | 2.26              | 3          |
| 23-24   | 30 сентября 2015 | 0.751       | 1.99               | 4         | 0.832       | 2.21              | 3          |
| 25-26   | 1 октября 2015   | 0.671       | 1.97               | 4         | 0.825       | 2.41              | 3          |
| 27-28   | 2 октября 2015   | 0.702       | 2.11               | 4         | 0.831       | 2.50              | 2          |
| 29-30   | 3 октября 2015   | 0.715       | 2.08               | 4         | 0.720       | 2.10              | 3          |
| 31-32   | 4 октября 2015   | 0.865       | 2.47               | 3         | 0.755       | 2.15              | 4          |
| 33-34   | 5 октября 2015   | 0.794       | 2.24               | 5         | 0.869       | 2.45              | 4          |
| 35-36   | 6 октября 2015   | 0.928       | 2.55               | 5         | 0.977       | 2.69              | 4          |
| 37-38   | 7 октября 2015   | 0.897       | 2.35               | 3         | 1.044       | 2.73              | 1          |
| 39-40   | 8 октября 2015   | 1.081       | 2.99               | 2         | 0.691       | 1.91              | 6          |
| 41-42   | 9 октября 2015   | 1.055       | 2.90               | 2         | 1.017       | 2.79              | 3          |
| 43-44   | 10 октября 2015  | 1.057       | 2.84               | 3         | 1.185       | 3.18              | 1          |
| 45-46   | 11 октября 2015  | 1.161       | 3.11               | 2         | 1.223       | 3.28              | 1          |
| 47-48   | 12 октября 2015  | 1.063       | 3.03               | 2         | 1.254       | 3.57              | 1          |
| 49-50   | 13 октября 2015  | 1.072       | 2.96               | 3         | 1.196       | 3.30              | 1          |
| 51-52   | 14 октября 2015  | 0.987       | 2.76               | 4         | 1.085       | 3.03              | 1          |
| 53-54   | 15 октября 2015  | 1.159       | 3.27               | 1         | 1.050       | 2.96              | 2          |
| Среднее | Среднее          | 0.809       | 2.269              | 4.2       | 0.834       | 2.366             | 4          |

## Международный показ
После премьеры в Китае сериал был показан в нескольких странах:
| Телеканал                                              | СТрана             | Дата начала показа | Примечание                        |
| ------------------------------------------------------ | ------------------ | ------------------ | --------------------------------- |
| Дракон ТВ и Пекин ТВ                                   | КНР                | 19 сентября 2015   | ежедневно 19:30–21:00             |
| San Francisco KTSF 26 Taiwan                           | США                | 21 сентября 2015   | понедельник—пятница 21:00–22:00   |
| Chinese TV                                             | Республика Корея   | 19 октября 2015    | понедельник—пятница 22:00         |
| CTS Main Channel                                       | Тайвань            | 3 ноября 2015      | понедельник—пятница 21:00         |
| OMNI.2 (ON)                                            | Канада             | 15 ноября 2015     | понедельник—пятница 22:00         |
| OMNI AB                                                | Канада             | 15 ноября 2015     | понедельник—пятница 22:00         |
| OMNI BC                                                | Канада             | 15 ноября 2015     | понедельник—пятница 22:00         |
| KSCI Los Angeles                                       | США                | 10 декабря 2015    | воскресенье—пятница 19:00–20:00   |
| ELTA TV                                                | Тайвань            | 26 января 2016     | понедельник—пятница 21:00         |
| LiTV                                                   | Тайвань            | 26 января 2016     | понедельник—пятница 12:00         |
| Galaxy TV                                              | Япония             | 11 апреля 2016     | понедельник—пятница 13:00–15:00   |
| TVB Jade                                               | Гонконг & Малайзия | 16 мая 2016        | ежедневно 21:30–22:30             |
| Astro On Demand                                        | Малайзия           | 16 мая 2016        | ежедневно 21:30–22:30             |
| VV Drama (ТВ-версия с оригинальной китайской озвучкой) | Сингапур           | 29 августа 2016    | понедельник—суббота 21:00–22:00   |
| Astro Wah Lai Toi                                      | Малайзия           | 1 апреля, 2017     | суббота и воскресенье 16:00–18:00 |

Также сериал был доступен на стриминговой платформе Rakuten Viki с субтитрами на английском, испанском, французском, румынском языках.